# JS Suzunami (DD-114)
JS Suzunami (すずなみ) là tàu chiến thứ năm được sản xuất của Tàu khu trục lớp Takanami thuộc Lực lượng Phòng vệ trên biển Nhật Bản (JMSDF).
Suzunami được thực hiện theo Kế hoạch Bảo vệ Trung hạn năm 1996 và được đóng bởi nhà máy đóng tàu Mitsubishi tại Nagasaki. Tàu được đặt lườm vào ngày 24 tháng 9 năm 2003, hạ thủy vào 26 tháng 8 năm 2004. Tàu được đưa vào phục vụ vào ngày 16 tháng 2 năm 2006. và ban đầu được chỉ định cho Hải đội hộ vệ số 3 có trụ sở tại Maizuru, Kyoto.

## Phục vụ
Ngày 16 tháng 2 năm 2005, tàu được đưa vào biên chế của Hải đội hộ vệ số 3 đóng tại Căn cứ hải quân Maizuru, Kyoto. Tháng 3 năm 2007, trong khuôn khổ của chiến dịch Tự do bền vững (Operation Enduring Freedom), tàu JS Suzunami cùng với tàu tiếp liệu JS Hamana đã được JMSDF triển khai đến Ấn Độ Dương để hỗ trợ việc tiếp nhiên liệu cho các lực lượng liên minh chống khủng bố ở Afghanistan. Tàu quay trở về Nhật Bản vào tháng 7 năm 2007. Vào ngày 25 tháng 3năm 2008, tàu đã được chuyển giao cho Hải đội hộ vệ số 1, Căn cứ hải quân Yokosuka, Kanagawa.
Ngày 21 tháng 7 năm 2009, JS Suzunami cùng với tàu tiếp liệu JS Oumi một lần nữa được triển khai cho các hoạt động tiếp nhiên liệu cho các lực lượng liên minh chống khủng bố ở Ấn Độ Dương. Tàu trở về Nhật Bản sau khi hoàn thành sứ mệnh vào ngày 24 tháng 12 năm 2009.
Ngày 13 tháng 8 năm 2012, JS Suzunami đã được phái đến Aden, Yemen để tham gia các hoạt động hộ tống chống cướp biển ngoài khơi bờ biển Somalia. Ngày 29-30 tháng 12, tàu đã ghé thăm cảng Port Klang, Malaysia.
JS Suzunami trở về Yokosuka vào ngày 10 tháng 6 năm 2013.